# Pseudacteon linzhiensis
Pseudacteon linzhiensis (лат.) — вид паразитических мух горбаток из подсемейства Metopininae.

## Распространение
Китай (Тибетский автономный район, Linzhi, Chayu, Chawalong; 28°29′8.81″N, 98°25′34.0968″E; 1988 м).

## Описание
Длина тела 1,40—1,42 мм. Апикальная щетинка короче максимальной ширины щупика; 5-й членик лапок очень немного длиннее первого членика; ряд щетинок составляет 2/3 длины средней голени; щетинки ниже базальной половины заднего бедра короче, чем щетинки передне-вентрального ряда наружной половины; 6-й тергит редуцирован в узкую переднюю полоску посередине, но каждая боковая четверть несёт по 2 длинных и 2 коротких щетинки на заднем крае; стернит VI разделен на две треугольные пластинки, несущие по 3 длинных щетинки с каждой стороны; на дорзуме овискапа около 6-7 мелких щетинок с каждой стороны; вентральная часть овискапа с 4-5-минутными щетинками. Новый вид близок к Pseudacteon yunnanensis, но отличается от последнего более длинным вторым отделом косты и формой VI стернита. В определителе Дальнего Востока России (Disney & Michailovskaya 2000) вид идёт к пункту 4 на стр. 44, от самки Pseudacteon yunnanensis отличается апикальной щетинкой, которая короче максимальной ширины щупиков, ряд щетинок, проходящий на 2/3 средней голени, и VI стернит брюшка раздваиваются с 3 длинными щетинками на каждой нижней ветви. Предположительно, как и близкие виды, паразитирует на муравьях.